# Juicio de los doctores
El Juicio de los doctores, oficialmente Estados Unidos de América contra Karl Brandt et al. (en inglés: United States of America versus Karl Brandt et al.), fue el primero de los doce juicios por crimen de guerra y crímenes contra la humanidad celebrados por las autoridades estadounidenses en su zona de ocupación en Núremberg, Alemania después del fin de la Segunda Guerra Mundial. Estos juicios, colectivamente conocidos como los Juicios de Núremberg, se llevaron a cabo por Tribunales Militares norteamericanos en Núremberg (Alemania) inmediatamente después del Juicio principal a los líderes nazis, organizado por los países aliados. Iniciado el 15 de noviembre de 1946 ante el Tribunal estadounidense número 1, presidido por el juez Walter B. Beals, concluido el 21 de agosto de 1947.
Veinte de los 23 acusados eran médicos (Brack, Rudolf Brandt y Sievers, siendo oficiales nazis) y todos fueron acusados de planear y llevar a cabo experimentos médicos sin el consentimiento de los afectados, tanto en pacientes de hospitales como en prisioneros en los campos de concentración, experimentos médicos durante los cuales se cometieron asesinatos, torturas, atrocidades y otros actos inhumanos. También fueron acusados de planear y llevar a cabo el asesinato masivo de gente estigmatizada, como ancianos, débiles, insanos, enfermos incurables, entre otros, mediante gaseamiento, inyecciones letales, desnutrición y otros medios, en residencias, asilos, hospitales y otras instituciones médicas, durante el Programa de Eutanasia. Finalmente, fueron acusados de participar y colaborar en el asesinato masivo de la gente internada en los campos de concentración y exterminio.

## Los delitos
Cuatro fueron los delitos imputados a los acusados: 
1. Crímenes de guerra: la existencia de asesinatos, torturas y violaciones, hechos contrarios a las Leyes de la Guerra.
2. Crímenes contra la humanidad, cuando se enfrentaba el exterminio y la muerte en masa.
3. Genocidio, cuando se daba muerte a todo un grupo étnico determinado.
4. Guerra de agresión, sobre la base de una premeditación para alterar la paz y entendida como el proceso para atentar contra la seguridad interior de un Estado soberano.

A — Acusado   C — Acusado y declarado culpable
| Nombre                  | Cargo | Acusación | Acusación | Acusación | Acusación | Sentencia                                |
| Nombre                  | Cargo | 1         | 2         | 3         | 4         | Sentencia                                |
| ----------------------- | --- | --------- | --------- | --------- | --------- | ---------------------------------------- |
| Hermann Becker-Freyseng | Stabsarzt en la Luftwaffe (capitán, Servicio Médico de la Fuerza Aérea); jefe del departamento de Medicina Aérea de la Jefatura del Servicio Médico de la Luftwaffe | A         | C         | C         |           | 20 años de prisión, conmutada a 10 años. |
| Wilhelm Beiglböck       | Médico consejero para la Luftwaffe | A         | C         | C         |           | 15 años de prisión, conmutada a 10 años. |
| Kurt Blome              | Lugarteniente del Jefe de Salud del Gobierno (Reichsgesundheitsführer); plenipotenciario para la investigación del cáncer en el Consejo de Investigación del Cáncer | A         | A         | A         |           | Absuelto.                                |
| Viktor Brack            | Oberführer (coronel) de las SS y Sturmbannführer (Mayor) en las Waffen SS; jefe administrativo oficial en la Cancillería del Führer del NSDAP (Oberdienstleiter, Kanzlei des Führers der NSDAP) | A         | C         | C         | C         | Muerte.                                  |
| Karl Brandt             | Médico personal de Adolf Hitler; Gruppenführer en las SS y teniente general en las Waffen SS; comisario del Reich para la Salud y Sanidad (Reichskommissar für Sanitäts- und Gesundheitswesen); miembro del Consejo de investigación del Reich (Reichsforschungsrat)                                         | A         | C         | C         | C         | Muerte.                                  |
| Rudolf Brandt           | Standartenführer (coronel) de las SS; oficial administrativo personal del Reichsführer SS Himmler (Persönlicher Referent von Himmler); consejero ministerial y jefe de la oficina ministerial en el ministerio del Interior.                                                                                 | A         | C         | C         | C         | Muerte.                                  |
| Fritz Fischer           | Sturmbannführer (Mayor) en las Waffen SS y médico asistente en el Hospital de Hohenlychen. | A         | C         | C         | C         | Cadena perpetua, conmutada a 15 años.    |
| Karl Gebhardt           | Gruppenführer en las SS y teniente general en las Waffen SS; médico personal del Reichsfuehrer SS Himmler; jefe de cirugía del personal de médicos SS del Reich y la policía (Oberster Kliniker, Reichsarzt SS und Polizei); presidente de la Cruz Roja alemana.                                             | A         | C         | C         | C         | Muerte.                                  |
| Karl Genzken            | Gruppenführer en las SS y teniente general en las Waffen SS; jefe del departamento médico de las SS (Chef des Sanitätsamts der Waffen SS) | A         | C         | C         | C         | Cadena perpetua, conmutada a 20 años.    |
| Siegfried Handloser     | Generaloberstabsarzt (coronel, Servicio Médico); inspector médico del ejército (Heeressanitätsinspekteur); jefe de los servicios médicos de las fuerzas armadas (Chef des Wehrmachtsanitätswesens) | A         | C         | C         |           | Cadena perpetua, conmutada a 20 años.    |
| Waldemar Hoven          | Hauptsturmführer (capitán) en las SS y doctor en jefe del campo de concentración de Buchenwald | A         | C         | C         | C         | Muerte.                                  |
| Joachim Mrugowsky       | Oberführer (coronel) en las SS; higienista en jefe del Reichsarzt SS y Policía; jefe del Instituto de Higiene de las SS (Chef des Hygienischen Institutes der Waffen SS) | A         | C         | C         | C         | Muerte.                                  |
| Herta Oberheuser        | Médica en el campo de concentración de Ravensbrück y médica ayudante del acusado Gebhardt en el Hospital de Hohenlychen. | A         | C         | C         |           | 20 años de cárcel, conmutada a 10 años.  |
| Adolf Pokorny           | Médico especialista en Dermatología y enfermedades venéreas. | A         | A         | A         |           | Absuelto.                                |
| Helmut Poppendick       | Oberführer(coronel) en las SS; jefe del equipo de médicos de las SS y policía (Chef des Persönlichen Stabes des Reichsarztes SS und Polizei) | A         | A         | A         | C         | 10 años de cárcel.                       |
| Hans Wolfgang Romberg   | Médico del Departamento de medicina de la Luftwaffe en el Instituto Experimental de Aviación. | A         | A         | A         |           | Absuelto.                                |
| Gerhard Rose            | Médico de la Luftwaffe (brigadier general, médico en servicio de la Fuerza Aérea); jefe del departamento de Medicina tropical y profesor del instituto Robert Koch; asesor de higiene para Medicina tropical en la rama de servicios médicos de la Luftwaffe                                                 | A         | C         | C         |           | Cadena perpetua, conmutada a 20 años.    |
| Paul Rostock            | Cirujano jefe de la Clínica Quirúrgica de Berlín; asesor quirúrgico del Ejército y jefe de la Oficina para la Ciencia y la Investigación Médica (Amtschef der Dienststelle Medizinische Wissenschaft und Forschung) bajo las órdenes del acusado Karl Brandt, comisario del Reich para la Salud y la Sanidad | A         | A         | A         |           | Absuelto.                                |
| Siegfried Ruff          | Director del Departamento de medicina aeronáutica en el Instituto Alemán Experimental para la Aviación (Deutsche Versuchsanstalt für Luftfahrt); siguió investigando y publicando en su campo hasta 1989 | A         | A         | A         |           | Absuelto.                                |
| Konrad Schäfer          | Médico en el Instituto de Medicina Aeronáutica en Berlín | A         | A         | A         |           | Absuelto.                                |
| Oskar Schröder          | Generaloberstabsarzt; jefe del equipo de inspectores del Servicio Médico de la Luftwaffe (Chef des Stabes, Inspekteur des Luftwaffe-Sanitätswesens) | A         | C         | C         |           | Cadena perpetua, conmutada a 15 años.    |
| Wolfram Sievers         | Standartenführer (coronel) en las SS; director de la sociedad "Ahnenerbe" y de su Instituto para la Investigación Científica Militar (Institut für Wehrwissenschaftliche Zweckforschung) | A         | C         | C         | C         | Muerte.                                  |
| Georg August Weltz      | Oberfeldarzt en la Luftwaffe; jefe del Instituto de Medicina Aeronáutica en Múnich | A         | A         | A         |           | Absuelto.                                |